# Linoperámata
Linoperámata, en grec moderne : Λινοπεράματα, est un village du dème de Malevízi, de l'ancienne municipalité de Gázi, dans le district régional d'Héraklion en Crète, en Grèce. Selon le recensement de 2001, il compte 147 habitants. 
Le village est également appelé Ellinoperamata. Il est implanté à l'ouest de l'embouchure de la rivière Almyrós.

## Source de la traduction
- (el) Cet article est partiellement ou en totalité issu de l’article de Wikipédia en grec moderne intitulé « Λινοπεράματα Ηρακλείου » (voir la liste des auteurs).